# 小行星9770
小行星9770（9770 Discovery）是一颗绕太阳运转的小行星，为主小行星带小行星。该小行星于1993年3月1日发现。
小行星9770以小說《2001太空漫遊》的太空船發現號命名。

## 轨道参数
小行星9770的轨道半长轴为2.2828008 UA，离心率为0.147。